# Souroubea gilgii
Souroubea gilgii là một loài thực vật có hoa trong họ Marcgraviaceae. Loài này được V.A. Richt. miêu tả khoa học đầu tiên năm 1916.